# Animal on est mal
Pistes de Gérard Manset (1968)
La femme fusée L'une et l'autre
Animal on est mal est une chanson écrite, composée et interprétée par Gérard Manset, publiée et diffusée en mai 1968. Sixième titre de son album sorti la même année, elle constitue son premier succès à l'âge de 23 ans.

## Composition et écriture
Selon les propres déclarations de Gérard Manset, le contenu du texte de la chanson est venu à son esprit en moins de quinze minutes. Sa construction reste très particulière, assez éloignée du style des textes en usage dans la pop française, encore influencée par les thèmes simplistes des chansons dites de « variétés ».
La musique a été composée de façon très rock avec des élans très symphoniques. Le refrain très simple reprend le titre de la chanson. Le texte, qui évoque en grande partie la souffrance animale de façon poétique et décalée, se termine par ces mots :
Et si on ne se conduit pas bien,
 on revivra peut-être dans la peau d'un humain.

[...]

Mais Dieu reconnaîtra les siens.

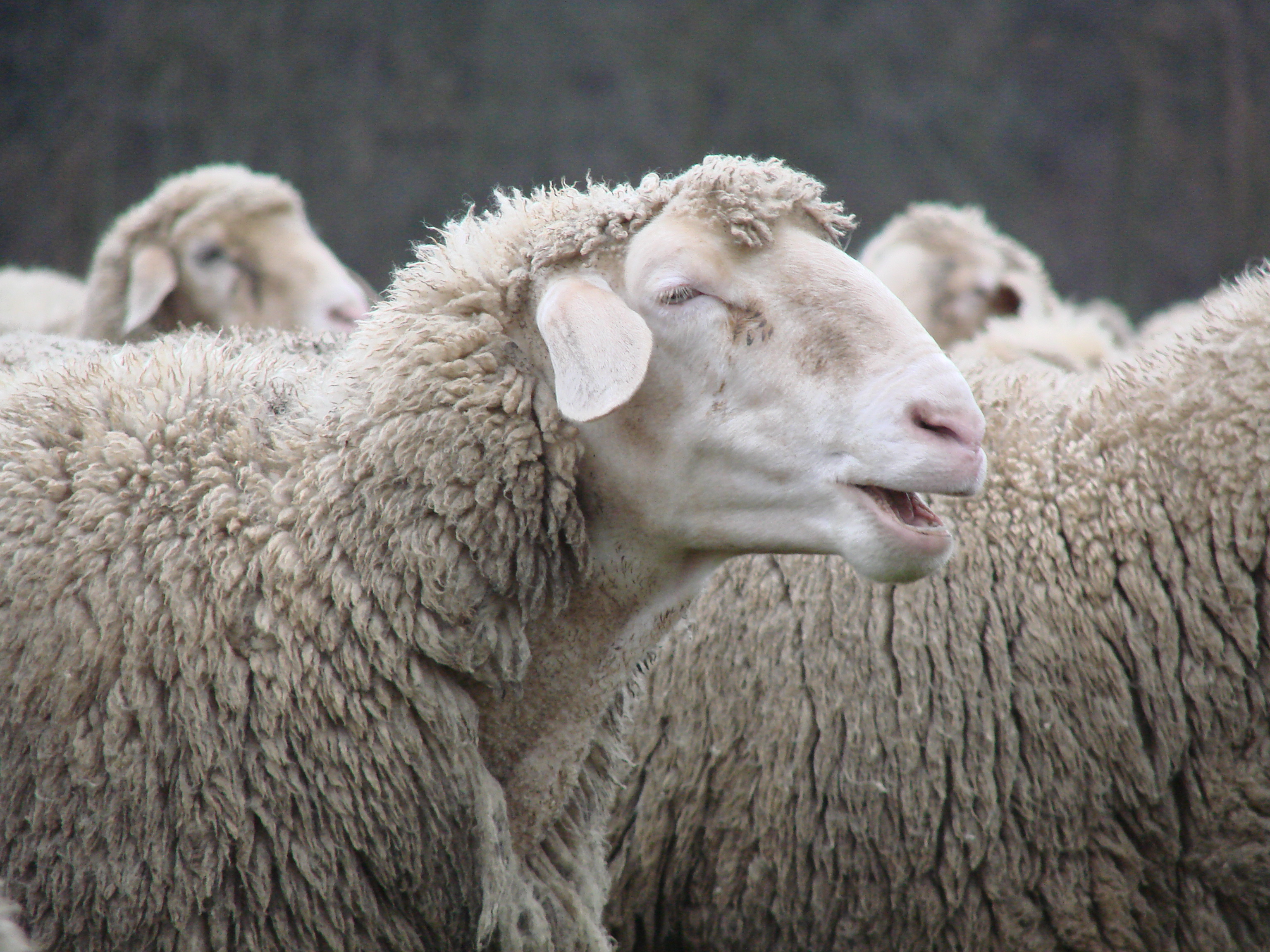
La piste musicale de la chanson comprend des bêlements de moutons.

Des cris et grognements d'animaux ponctuent les passages musicaux (dont des bêlements de moutons, des rugissements de fauves et des cris de mouettes) ainsi que les cris de fillettes apeurées accompagnés par une mélodie de flûte. Vers la fin de la chanson, la piste de chant est doublée renforçant ainsi le côté original et particulier de l'œuvre.
La chanson a été interprétée par Gérard Manset à la télévision, dans l'émission Le petit dimanche illustré, diffusé le 12 mai 1968 sur la seconde chaîne de l'ORTF, soit à peine quelques jours après sa sortie officielle sur les ondes radiophoniques et avant la sortie de l'album. Cette émission de variétés sera d'ailleurs la dernière de sa série, car à la suite des bouleversements de mai 68, elle sera remplacée par l'émission Le nouveau dimanche,.

## Contexte
En 1968, alors que ses compositions ont été refusées par de nombreuses maisons de disque, Gérard Manset décide de produire lui-même son premier 45 tours, Animal on est mal. Pathé Marconi sort le titre en mai, sous le label Odéon, en plein mouvement protestataire et des grèves. Dans ces circonstances peu favorables, malgré une certaine notoriété liée au contexte de l'époque, le nombre d'exemplaires vendus reste assez minime.
Pourtant, son passage en boucle à la radio, pour cause de grève radiophonique, permet de le faire connaitre des auditeurs qui achèteront principalement ce disque durant l'été, mais celui-ci, probablement très en avance sur son temps, connaitra un succès limité,.

## Discographie
- 1968, Odeon – MEO 160  Vinyle 45 RPM, EP[11].

- 1968 Odeon – SLOX 340 784 Vinyle 33 T P, Album, Stereo (comprenant 10 chansons)[12].

## Réception et critiques

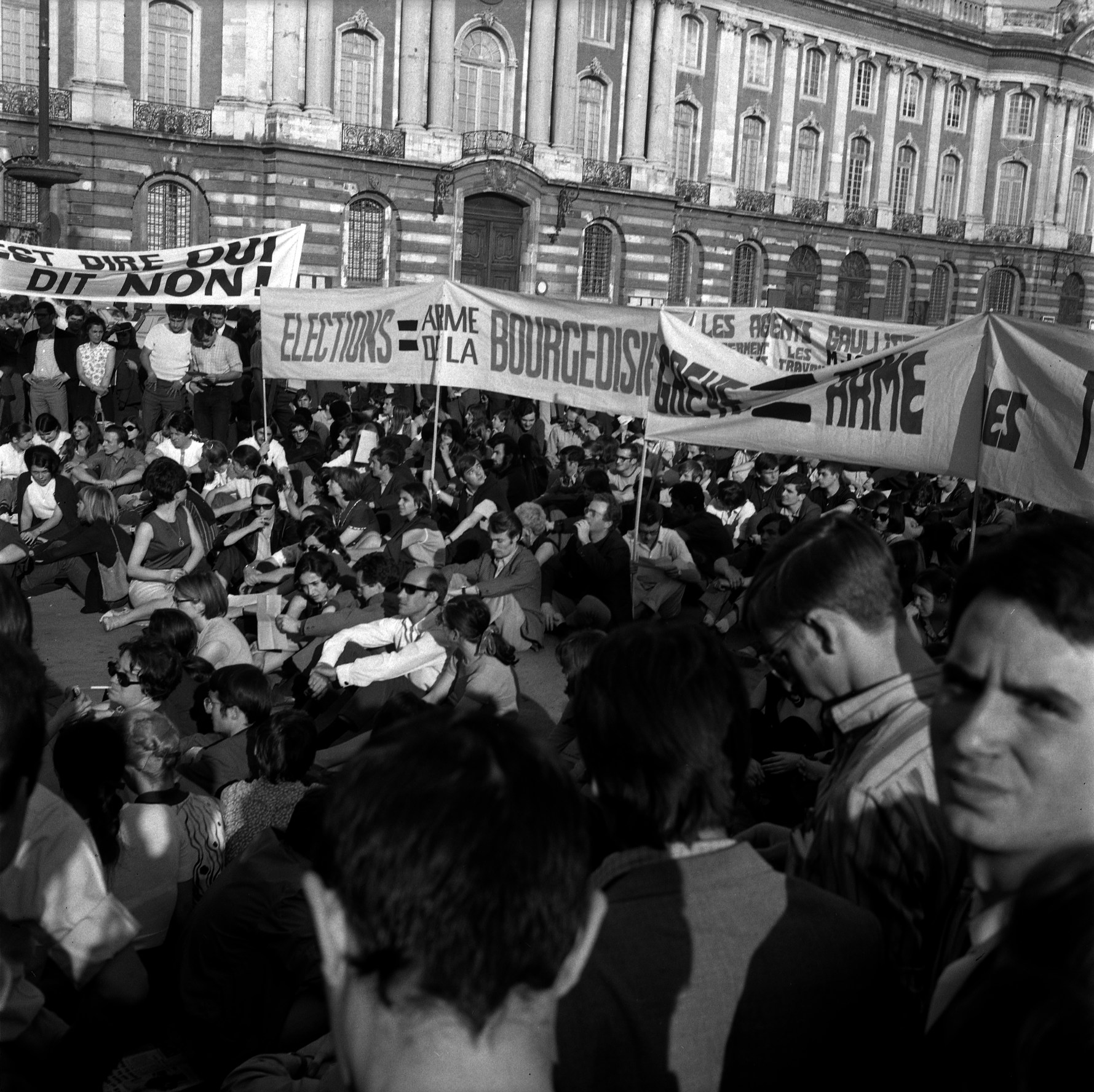
La chanson a été diffusée lors du mouvement de mai-juin 1968 en France (photo : manifestation d'étudiants en juin 68 à Toulouse)

Pour Mathieu Alterman (Le Point), la chanson est considérée comme faisant partie de la « bande-son » des événements de mai 68, notamment car elle est largement diffusée sur les ondes de France Inter alors en grève. Pour Bertrand Dicale, cette chanson, par sa production innovante, permet d'imaginer un rival français aux groupes pop anglophones comme les Beatles et lance la carrière « singulière, féconde et influente » de Manset.
En 2014, le journaliste Didier Varrod estime que « Manset prophétique joue alors de la métaphore » et considère cette chanson comme « un manifeste de résistance » écrite durant cette période de grande remise en question de la société.

## Reprises
- En 1996, la chanson est reprise par Alain Bashung sur l'album Route Manset, paru chez EMI et qui présente quatorze chansons de l'auteur interprété par d'autres artistes dont, entre autres, Jane Birkin, Françoise Hardy et Jean-Louis Murat[16].

- En 2014, Manset lui-même reprend ce titre accompagné par le groupe belge dEUS[17].

## Postérité et influence
Le titre, sinon le texte de la chanson, sont souvent évoqués dans des articles de presse voulant présenter la défense du droit des animaux et la prise en compte de leur bien-être,,.
Dans un article paru dans le journal Le Monde, le journaliste Yann Plougastel estime que la chanson résonne comme une vision de la souffrance animale qui s'est ensuite confirmée et amplifiée, selon ce journaliste, durant les décennies qui ont suivi sa sortie.
Le médecin français Jean-Yves Nau explique, dans un article paru sur le site de la Revue médicale suisse, en 2003, que la chanson présente un « caractère prophétique » et demande ouvertement, à l'instar d'un texte polémique publié dans Courrier international : « Tout comme il fallait dépasser les préjugés contre les Noirs, les femmes et les homosexuels, nous devions nous efforcer de dépasser ceux que nous entretenons à l’égard des animaux non humains et commencer à débattre sérieusement de leurs intérêts ».